# Malgasia
Malgasia is een geslacht van rechtvleugeligen uit de familie Mogoplistidae. De wetenschappelijke naam van dit geslacht is voor het eerst geldig gepubliceerd in 1940 door Uvarov.

## Soorten
Het geslacht Malgasia omvat de volgende soorten:
- Malgasia brevipalpis Chopard, 1952
- Malgasia chopardi Gorochov, 1984
- Malgasia comorana Chopard, 1958
- Malgasia decaryi Chopard, 1946
- Malgasia longipes Chopard, 1948
- Malgasia madecassa Chopard, 1949
- Malgasia marmorata Saussure, 1899
- Malgasia microphthalma Chopard, 1951
- Malgasia milloti Chopard, 1949
- Malgasia pauliani Chopard, 1951
- Malgasia singularis Chopard, 1949
- Malgasia vicina Chopard, 1951